# マット・マフィ
マット・マフィ（Matthew Kofe Mafi、1991年5月26日 - ）は、オーストラリア出身のラグビー選手。

## プロフィール
- ポジションはプロップ(PR)。
- 身長 178cm、体重 120kg
- アマナキ・レレィ・マフィは叔父[2]。

## 来歴
ジョセフナッジカレッジ、ブリスベン・シティー、レッズを経て、2017年、パナソニック ワイルドナイツに加入。同年8月19日に行われたジャパンラグビートップリーグ第1節のクボタスピアーズ戦にて途中出場で公式戦初出場を果たす。
2018年、釜石シーウェイブスに加入。
2020年、釜石シーウェイブスを退団した。